# Корохов Євген Вікторович
Євген Вікторович Корохов (нар. 17 березня 1998, Запоріжжя, Україна) — український футболіст, захисник.

## Клубна кар'єра
Народився в Запоріжжі. Вихованець місцевого «Металурга», у футболці якого до 2015 року виступав у ДЮФЛУ. Напередодні старту сезону 2015/16 років переведений до юнацької команди «металургів», за яку провів 15 матчів та відзначився 2-ма голами. У грудні 2015 року гравцем зацікавився дніпровський «Дніпро», але в січні 2016 року опинився у «Шахтарі». За «гірників» відіграв 4 матчі в юнацькому чемпіонаті України. На початку серпня 2019 року став гравцем луганської «Зорі», за яку зіграв 5 матчів в юнацькому чемпіонаті України.
На початку квітня 2017 року перебрався до клубу «Таврія-Скіф», у складі якого дебютував у дорослому футболі. Команда виступала в чемпіонаті Запорізької області та аматорському чемпіонаті України. Наступний сезон провів у складі новствореного МФК «Металург» (Запоріжжя), який також виступав в обласному чемпіонаті та аматорському чемпіонаті України (13 матчів, 1 гол). На початку серпня 2018 року став гравцем «Арсеналу». У складі столичних «канонірів» зіграв 3 матчі в молодіжній першості країни.
3 вересня 2018 року підписав контракт зі своїм колишнім клубом, МФК «Металург». У футболці запорізького клубу на професіональному рівні дебютував 16 вересня 2018 року в програному (1:4) виїзному поєдинку 9-го туру групи «Б» Другої ліги України проти херсонського «Кристалу». Євген вийшов на поле на 57-ій хвилині, замінивши Олексія Пінчука. Першим голом у професіональному футболі відзначився 11 травня 2019 року на 87-ій хвилині переможного (6:0) домашнього поєдинку 25-го туру групи Б Другої ліги України проти «Нікополя». Корохов вийшов на поле на 72-ій хвилині, замінивши Вадима Воронченка. У сезоні 2018/19 років зіграв 18 матчів (з урахуванням плей-оф) у Другій лізі України, в яких відзначився 1 голом, а також 1 матч у кубку України.
Наприкінці липня 2019 року перейшов до «Полісся». У футболці житомирського клубу дебютував 11 серпня 2019 року в переможному (4:1) домашньому поєдинку 3-го туру групи Б Другої ліги проти київської «Оболоні-2». Євген вийшов на поле на 69-ій хвилині, замінивши Дмитра Задерецького. У сезоні 2019/20 років залишався гравцем ротації, зіграв 13 матчів у Другій лізі та 1 поєдинок у національному кубку.
25 серпня 2020 року вільним агентом перебрався до «Поділля». У футболці хмельницького клубу дебютував 29 серпня 2020 року в нічийному (0:0) виїзному поєдинку кубку України проти франківського «Прикарпаття». Корохов вийшов на поле на 91-ій хвилині, замінивши Віталія Каверіна. У Другій лізі України дебютував за «Роділля» 6 вересня 2020 року в переможному (3:0) виїзному поєдинку 1-го туру групи А проти львівських «Карпат». Євген вийшов на поле на 81-ій хвилині, замінивши Дмитра Пріхну. У сезоні 2020/21 років хмельницький клуб виграв групу «А» та підвищився в класі. У Першій лізі України дебютував 25 липня 2021 року в нічийному (0:0) домашньому поєдинк 1-го туру проти київської «Оболоні». Корохов вийшов на поле в стартовому складі та відіграв увесь матч.

## Кар'єра в збірній
У 2015 році викликався до юнацької збірної України (U-18).

## Досягнення
«Металург» (Запоріжжя)
- Друга ліга України (група Б)
  -  Срібний призер (1): 2018/19

«Полісся» (Житомир)
- Друга ліга України (група А)
  -  Срібний призер (1): 2019/20

«Поділля» (Хмельницький)
- Друга ліга України (група А)
  -  Чемпіон (1): 2020/21

«Оболонь» (Київ)
- Перша ліга України
  -  Срібний призер (1): 2022/23